# Derek Bell (musiker)
Derek Fleetwood Bell, född 21 oktober 1935 i Belfast i  Nordirland, död 17 oktober 2002 i Phoenix, Arizona i USA, irländsk musiker. 
Bell var medlem i gruppen The Chieftains.